# Central nuclear de Brennilis
La central nuclear de Brennilis, actualmente en proceso de desmantelamiento, se encuentra en la comuna de Brennilis, en los montes de Arrée, departamento de Finisterre, en Francia.
En 1962 el Comisariado de la Energía Nuclear francés (Commissariat à l'Énergie Atomique o CEA) comenzó la construcción de la central, cuyo reactor en principio funcionaría mediante el modelo experimental de moderación por agua pesada refrigerada mediante dióxido de carbono (HWGCR), con una potencia de 70 MW. La central entró en funcionamiento en 1967.
En 1971, el Gobierno francés optó por cambiar el tipo de reactor por uno PWR de origen estadounidense, poniendo fin a las actividades experimentales de la central.
Durante su periodo de funcionamiento, el Frente de Liberación de Bretaña/Ejército Revolucionario Bretón (en francés, FLB-ARB, Front de Libération de Bretagne/Armée Revolutionaire Bretonne) reivindicó dos atentados contra la instalación. El 15 de agosto de 1975, dos explosiones dañaron la toma de agua de la turbina y un poste telefónico; y en 1979, dos transformadores eléctricos en la salida a la red de la central fueron destruidos, forzando la parada de la producción eléctrica.
Durante su periodo de explotación, de 1967 a 1985, la gestión de la central de Brennilis estuvo a cargo de Electricité de France (EDF) y el CEA, de forma conjunta, y produjo 6.235 TWh durante un total de 106.000 horas de funcionamiento, aproximadamente 12 años.

## Desmantelamiento experimental
El desmantelamiento de la central de Brennilis fue el primero emprendido en Francia. EDF y el CEA manifestaron su intención de llevarlo a cabo de manera abierta para poder aprovechar la experiencia en el desmantelamiento de otras centrales, como también declaró en 1995 el entonces Prefecto de Finisterre Christian Frémont.
A pesar de las estimaciones iniciales del coste del proceso, que lo cifraban en 250 millones de euros, en 2008 la cifra se había disparado ya a los 480 millones.

### Primera fase, 1985
La primera parte del desmantelamiento se hizo en 1985; se realizó un proceso similar al de recarga de combustible, pero en lugar de realizar un nuevo aprovisionamiento el combustible nuclear sobrante fue retirado. Igualmente, se drenaron los circuitos de refrigeración y se detuvo por completo la producción eléctrica.

### Segunda fase, 1997-2005
En 1995 comenzó una consulta pública para realizar la siguiente fase del desmantelamiento, que incluyó:
- Descontaminación y derribo de los edificios, salvo el del reactor.
- Retirada de los desechos nucleares.
- Creación de un sistema de contención del núcleo del reactor.

Bajo la presión de una campaña que reclamaba la "vuelta a la hierba" encabezada por Jean-Yves Cozan, responsable del parque natural regional de Armórica, el decreto de 1996 exigía que los explotadores de la central realizaran un estudio previo de viabilidad del desmantelamiento, que se completó en 1999.
El proceso no estuvo exento de dificultades. Durante la noche del 12 al 13 de diciembre de 2000, la subida de nivel de la capa fréatica provocó la inundación de la estación de tratamiento de residuos. En enero de 2001 se registró un conato de incendio en un pasillo que unía dos edificios.

### Tercera fase, 2005-actualidad
La tercera fase se centra en el edificio del antiguo reactor. Incluye:
- Desmantelamiento de los intercambiadores térmicos.
- Desmantelamiento del bloque del reactor.
- Derribo del edificio que contenía el reactor.

En esta fase aparecen desechos de muy larga vida que requieren almacenamiento en condiciones controladas. Estos residuos se conservarán de forma temporal en la instalación ICEDA que EDF está construyendo en el enclave nuclear de Bugey.
En un principio se consideró esperar al decaimiento de los residuos nucleares de mayor actividad dentro del edificio de contención del reactor, durante un mínimo de 40 años, para luego retirarlos; sin embargo, la solución elegida finalmente hace uso de medios a distancia (robots y grúas teledirigidas) que permiten operar en entornos de alta radiactividad y retirar los desechos del enclave.

### Oposición al proceso y contaminación del entorno
En 2006, el entonces primer ministro francés Dominique de Villepin firmó un decreto para que EDF llevara a cabo el "desmantelamiento total" de la central. Sin embargo, la organización "Sortir du nucléaire" ("salir de lo nuclear") logró el 6 de junio de 2007 que el Consejo de Estado francés anulara el decreto y, con él, el proceso de desmantelamiento tal y como estaba planteado.
La organización antinuclear explica que su intención "no era discutir la necesidad de desmantelar las instalaciones nucleares; se trata en realidad de impedir a EDF que abuse de la opinión pública: procediendo de forma precipitada durante el desmantelamiento de este pequeño reactor, de sólo 70 MW de potencia, y pretendiendo que la operación se desarrolla sin dificultades, EDF quiere hacer creer que sería igual de fácil desmantelar los reactores actuales".
La organización independiente CRIIRAD (Commission de Recherche et d'Information Indépendantes sur la Radioactivité, o Comisión de investigación e información independientes de la radioactividad) llevó a cabo análisis en marzo de 2006 de muestras de espumas y aguas recogidas cerca de la central, tras la estación de tratamiento de desechos. En estos análisis se hallaron varios elementos radioactivos que provenían, sin lugar a dudas, de la central: cesio-137 y cobalto-60. Por otra parte, se halló también una concentración anormalmente elevada de actinio-227, cuyo origen no está claro.
El 11 de julio de 2007, "Sortir du nucléaire" hizo público un informe de la Autoridad de Seguridad Nuclear francesa (Autorité de Sûreté Nucléaire o ASN) sobre el desmantelamiento, que critica severamente las obras de desmantelamiento de Brennilis. El diario Ouest-France explica: "a principios de junio, los militantes de la red ["Sortir du nucléaire"] obtuvieron de la justicia la parada del desmantelamiento de la central de Brennilis (Finisterre). Ahora acaban de descubrir un documento bastante embarazoso para EDF".
El 29 de noviembre de 2007, el diario "Le Télégramme de Brest" informa de la reunión mantenida la víspera por el observatorio del desmantelamiento: "el plutonio detectado en el canal de evacuación de aguas del enclave de Brennilis proviene de la actividad anterior de la central nuclear. EDF lo reconoció ayer en público por primera vez".
Antes de la puesta en marcha de la CLIE (Comisión Local de Información e Intercambio, en francés Commission Locale d'Information et d'Échange) y de la consulta pública que precedió a la fase 3 del desmantelamiento, ya se había elegido la empresa privada que realizaría las obras. Se trata de ONET Technologies, una empresa de Marsella que también participará en otros desmantelamientos, con un presupuesto provisional que ya es casi 10 veces superior a las provisiones realizadas por EDF para este capítulo.